# Gears of War
Gears of War (укр. Три́би війни́) — відеогра, шутер від третьої особи для Xbox 360 та PC, створений студією Epic Games. Видана Microsoft Game Studios для Xbox 360 7 листопада 2006 року, для ПК під управлінням Windows — 7 листопада 2007 року. Gears of War заснувала однойменну медіафраншизу, куди входять чотири продовження, побічні ігри, комікси та супутня продукція.
Сюжет описує боротьбу людства вигаданої планети Сера проти орд Сарани, істот, які живуть під її поверхнею. Впродовж 14 років після початку війни з Сараною люди поступово втрачають позиції. Ветеран Маркус Фенікс повертається до бою, коли йому доручають виконати завдання, що може покласти край нападам Сарани.

## Ігровий процес

### Основи
Гравець керує бійцем Маркусом Феніксом, що бореться з численними ворогами шляхом стрілянини та командування своїм загоном. При кооперативній грі другий гравець керує його напарником Домініком Сантьяго. Гра зосереджена на позиційних перестрілках, де персонажі повинні переміщуватися від укриття до укриття та здійснювати короткочасні вилазки, уникаючи ворожого вогню. Бійці мають здатність застрибувати з боків та згори в укриття, за якими потім засідати, притискатися стоячи до стін, бігти у присяді. Місцями необхідно підбирати нову зброю та боєприпаси, вибивати двері, крутити вентилі чи натискати кнопки, дертися по драбинах.
Про стан Маркуса сигналізує індикатор у вигляді коліщата з черепом: що він вираженіший на екрані, то сильніші поранення персонажа. Втім, перебуваючи в укритті, він поступово лікується. Також можливо надати допомогу виведеним з бою напарникам, щоб повернути їх у стрій. Напарникам можна віддавати накази: перегрупуватися, кинутися в атаку, або засісти в укритті. Маркусу доступні різні види зброї зі своїми особливостями використання. Одночасно можливо нести 4 види зброї та гранати. Велике значення має перезаряджання зброї, тому коли магазин вичерпується, про це сигналізує спеціальний індикатор на екрані. Коли Маркус встигає швидко перезарядитися, його зброя отримує бонус до забійності, в разі невдачі перезарядження вимагає додаткового часу. Стрілянина може вестися кількома способами: прицільно, від стегна (при цьому падає влучність, але зростає мобільність), крізь снайперський приціл (дуже точна, але вимагає довгого прицілювання та висування з укриття, доступна тільки для деякої зброї), а також вогонь на придушення (з-за укриття виставляється лише зброя та стріляє у випадковому напрямку). За близького контакту боєць вступає в ближній бій, для чого на деякій зброї передбачену спеціальну ланцюгову пилку.

### Багатокористувацька гра
У грі передбачено кілька багатокористувацьких режимів. Для кожного заздалегідь обираються кількість раундів, тривалість раунду, наявність чи відсутність дружнього вогню, карта і наявність на ній зброї.
- «Зона бойових дій» (англ. Warzone) — гравці поділяються на команди людей та монстрів Сарани. Метою є знищити всіх бійців протиборчої команди.
- «Страта» (англ. Execution) — те саме, проте застрелені бійці певний час (який налаштовується перед грою) вважаються пораненими та можуть бути повернені в бій іншими учасниками команди. З першого разу вбити бійця можна тільки в ближньому бою.
- «Душогубство» (англ. Assasination) — кожна команда має лідера, вбити якого є метою протиборчої команди. Той, хто уб'є ворожого лідера, стає лідером своєї команди на наступний раунд. У ворогів новим лідером стає боєць, що до того часу здійснив найбільше убивств рядових воїнів.
- «Анексія» (англ. Annex) — команди змагаються за володіння точками, що приносять переможні очки. Перемагає команда, що першою набере потрібну кількість очок. Тут палі бійці можуть одразу повернутися в бій, не чекаючи завершення раунду.
- «Цар гори» (англ. King of the Hill) — команди змагаються за володіння єдиною точкою. Що довше команда нею володіє, то більше отримує переможних очок на свій рахунок. Точка вважається у власності команди, якщо біля неї лишається принаймні один ворожий боєць. Тут палі бійці також можуть одразу повернутися в бій, не чекаючи завершення раунду. Цей режим доступний тільки у версії Gears of War для Windows.

В усіх режимах можна додатково активувати режим «Versus», за якого всі палі бійці вважають пораненими, як в режимі «Страта», та можуть бути вилікувані, або добиті.

## Світ гри
Дія Gears of War відбувається на планеті Сера (англ. Sera). Її люди свого часу зустрілися з проблемою вичерпання природних ресурсів, почавши тисячолітню епоху війн між державами. Коли світ було перерозподілено, настала епоха миру, проте закінчилася з відкриттям у надрах планети речовини імульсії (англ. imulsion), з якої було легко добувати енергію. Тривалий час головною силою на Сері було Об'єднання Незалежних Республік (ОНР), що впродовж 80 років боролося з Коаліцією за імульсію. Це протистояння отримало назву Маятникових війн за перемінні успіхи кожної зі сторін. Зрештою Коаліція прорвалася на дослідницьку станцію ОНР, де містилися дані щодо супутникового зброї, здатної вразити будь-яку точку на планеті. Ці дані дозволили Коаліції завершити розробку власної супутникової зброї — «Молота Світанку». Створення супутників змусило обидві протиборчі сторони сісти за стіл переговорів, і врешті-решт, ОНР здалося. Коаліція стала визначати життя людства Сери, але за кілька тижнів по тому відбувся так званий День Появи.
У День Появи з-під землі вирвалися орди істот, названих Сараною, які атакували кожне місто Сери. Припускалося, що це іншопланетяни або демони з пекла, хоча справжня їхня природа трималася владою в таємниці (наслідки експериментів над людьми, отруєними імульсією). Поєднуючи гуманоїдних істот, звірів та захоплену людську техніку, Сарана володіла вагомою перевагою — системою таємних підземних ходів, які копала, поки люди на поверхні не здогадувались про це. За першу добу загинуло біля чверті всіх людей, а Коаліція виявилася неготовою до відбиття атаки: оскільки між людськими державами запанував довгоочікуваний мир, багато солдатів отримали відпустки і тривали святкування перемоги Коаліції.
Через рік було ухвалено застосувати «Молот Світанку» проти Сарани, атаки якого, однак, тільки завдали ще більшої шкоди вцілілим людям. Рік за роком Сарана захоплювала все більші території поверхні та поширювалася підземними тунелями, а сили людства зменшувалися.
Події Gears of War відбуваються через 14 років після Дня Появи. Військовий Маркус Фенікс (англ. Marcus Fenix) перебуває у в'язниці за самовільне покидання посту. Маркус пішов на це аби врятувати свого батька, проте йому це не вдалося, а його загін загинув. Старий друг Маркуса — Домінік Сантьяго (англ. Dominic Santiago) визволяє його з ув'язнення. Маркусу пропонують приєднатись до військового підрозділу «Триби», покликаного боротися з особливими загрозами з боку Сарани.

## Сюжет
Проходження описане для ПК-версії гри, яка містить додаткову бонусну главу, відсутню у версії для Xbox 360.
Звільнений Маркус з боєм проривається через руїни в'язниці разом Домініком Сантьяго до місця евакуації. Прилітає гвинтокрил, який доставляє солдатів на зустріч з полковником Віктором Гофманом (англ. Victor Hoffman). Гофман не в захваті від повернення на військову службу Фенікса, але з огляду на його минулі військові заслуги дозволяє Маркусові увійти до загону «Дельта» (англ. Delta Squad).
Місце зустрічі атакується Сараною і в Маркуса одразу з'являється шанс продемонструвати, що довірились йому недарма. Окрім нього до групи Дельта входять Дом (Домінік Сантьяго), лейтенант Кім (англ. Minh Young Kim) та рядовий Кармайн (англ. Carmine), чиє лице у грі приховане шоломом.
Завданням загону Дельта є знайти особливий пристрій «резонатор» та доставити його до підземних тунелів Сарани, щоб зібрати ним інформацію про ворога. Усі дані, які будуть отримані у результаті роботи резонатора, слід завантажити до бази даних світломасової бомби (англ. Lightmass Bomb). Цій бомбі, реально — кластеру підземних торпед з вибухівкою з імульсії, відводиться роль вирішальної зброї і її вибух у вузлі тунелів Сарани значно похитне військову міць ворога.
Наразі про «резонатор» звісток немає, як немає новин і про загін «Альфа» (англ. Alpha Squad), в якого він й мав знаходитись. Загін Дельта рухається у напрямку, звідки надійшов останній сигнал від «Альфи». Бої з Сараною у цій частині гри відбуваються серед руїн старого регіону міста. На цьому шляху від кулі снайпера гине Кармайн. Далі загону доводиться зачистити територію від Сіячів (англ. Seeders) — велетенських павукоподібних істот, чия присутність цілком відмикає радіозв'язок у цьому регіоні. Знищення Сіячів відбувається за допомогою «Молоту Світанку» (англ. Hammer of Dawn) — орбітального супутника, націленого спеціальним лазером з поверхні планети. Згодом, склад загону знову повертається до чотирьох учасників. До нього приєднується Август Коул (англ. Augustus Cole) — перший з загону Альфа, кого вдається знайти Маркусу та його побратимам. З відновленням радіозв'язку, нарешті вдається налагодити контакт з загоном «Альфа» і, підійшовши ближче, зняти облогу Сарани з будівлі, де й знаходиться «Альфа».
Викликаються гвинтокрили для евакуації, проте з їх підльотом Сарана контратакує. Від рук їхнього лідера, генерала Раама (англ. RAAM), гине лейтенант Кім; у виниклій перестрілці гине один з бійців загону «Альфа». Рештки «Альфи» та «Дельти» знаходять укриття у найближчій будівлі, відклавши евакуацію.
У будівлі на «Коліщата» очікує ще один неприємний сюрприз — могутня сліпа істота раси Сарани: Берсеркер. У паніці один боєць загону Альфа намагається втекти, але Берсеркер швидко вбиває його. Решта зберігають незворушність. Маркус виманює Берсеркера на відкриту місцевість, де знищує її за допомогою «Молоту Світанку». Залишки «Альфи» — Коул та Деймон Берд (англ. Damon Baird) — приєднуються до загону «Дельта», в якому зі старого складу залишилися лише Дом та Маркус. Фенікс очолює новосформовану групу.
Дельті доводиться скористатись допомогою бандитів — єдиних людей, які залишилися на території, яка контролюється Сараною. Маркус та Дом вирушають за ACP — багатоколісному броньованому транспорті, тоді як Коул та Берд залишаються з бандитами «для гарантії». Завдання у Фенікса та його друга ускладнюється з приходом ночі — в небо підіймаються хижі Крили (англ. Kryll), що бояться світла. Рухаючись освітленими ділянкам вулиць (або створюючи собі такі ділянки шляхом підпалу каністр з бензином) та відстрілюючись від Сарани, «Триби» дістаються до транспорту. Далі йде єдиний у грі епізод, коли гравцю надається змога покерувати транспортним засобом.
Фенікс і Дом підбирають Коула та Берда та прямують у напрямку енергостанції, звідки можна буде спуститись до підземелля Сарани. Проникнувши на територію та розділившись, загін «Дельта» завдяки постійним підказкам зі штабу знаходить потрібний спуск. Під землею, вкотре розділившись «Дельта» планомірно рухається у напрямку точки встановлення резонатора: у районі спецоб'єкту Сарани, який охороняється особливим видом — Гвардією Теронів. На цьому шляху Фенікс і Дом знищують велетенського павука-копача (англ. Corpser). Вогнем з автоматів по незахищеному животу павука «Триби» відтісняють його на платформу, а потім, відстріливши кріплення цієї платформи відправляють її разом з чудовиськом до котловану з лавою.
Перебивши Гвардію Теронів, загін Дельта встановлює резонатор та вирушає на поверхню. Тут їх чекає нове завдання — інформація, отримана після запуску резонатора, знаходиться в комп'ютерах особняка на вершині одного з пагорбів міста. Шлях туди несподівано стає довшим, оскільки гвинтокрили, якими Дельта дістається туди, опиняються під вогнем Сарани. Берд і Коул залишаються прикрити поранених, Маркус та Домінік вирушають до цілі. Після довгого ряду перестрілок та штурму пагорба, «Триби» прориваються до будинку. Окремим пунктом на цьому шляху стає сутичка з Берсеркером: щоб використати «Молот Світанку» доводиться зруйнувати дах, змусивши потвору звалити всі колони у залі.
Біля будинку до Фенікса та Дома приєднуються їхні напарники, що встигли за цей час наздогнати їх. Солдатам вдається проникнути до будинку, завантажити потрібні дані та, відбивши кілька хвиль атак Сарани, втекти на ACP. Навздогін за людьми кидається Брумак — істота, озброєна кулеметами та ракетами.
Тепер героям належить дістатись до залізничного вокзалу, через який буде проїжджати потяг зі світломасовою бомбою. На шляху «Триб» виникає проблема у вигляді розведеного мосту: щоб опустити його, слід активувати енерголінію з найближчої електростанції. Дорогу до станції Феніксу та Дому супроводжують постійні перестрілки з Сараною. До того ж «Триб» переслідує Брумак, який бродить неподалік. Налагодивши виробництво електроенергії, солдати стикаються з технічними проблемами її передачі: потрібне замикання. Провідником струму Маркус пропонує використати Брумака. Фенікс та Дом зустрічають істоту на відкритій місцевості, вбивають її наїзника та виманюють на високовольтні лінії.
Діставшись до вокзалу солдати отримують звістку, що потяг встигла захопити Сарана. На повному ходу Маркус з напарником Домом встигають застрибнути до потяга. Коул та Берд — залишаються на вокзалі. Поетапно зачищаючи кожен вагон, солдати рухаються до голови потяга. Проблему Берсеркера, яка невчасно з'являється із задніх вагонів, «Триби» вирішують, відчепивши ці вагони. Нарешті бійці прориваються до першого вагону, але бомбу охороняє генерал Раам. Крім того з повітря ведуть вогонь Рівери (англ. Reavers) — павукоподібна авіація Сарани. На допомогу прибувають на гвинтокрилі Берд та Коул.
Крили утворюють живий щит навколо Раама, проте Маркусу та Дому вдається атакувати в окремі моменти, коли Раам посилає Крилів на знищення «Триб».
Знищивши генерала, Маркус активовує бомбу та слідом за Домом застрибує до гвинтокрила на льоту. Потяг зривається до кратера, прямісінько до лігва Сарани. Бомба вибухає, обрушуючи тунелі, але як за кадром обіцяє голос королеви Сарани, що й керувала боротьбою проти людства, «Цей раунд люди виграли, але, це ще не все…».

## Оцінки й відгуки
| Агрегатор    | Оцінка                        |
| ------------ | ----------------------------- |
| GameRankings | (Xbox 360) 94% (ПК) 87 %      |
| Metacritic   | (Xbox 360) 94/100 (ПК) 87/100 |

| Видання                      | Оцінка                        |
| ---------------------------- | ----------------------------- |
| 1Up.com                      | (Xbox 360) A+ (ПК) B−         |
| AllGame                      | (Xbox 360)                    |
| Eurogamer                    | (Xbox 360) 8/10 (ПК) 9/10     |
| Game Informer                | (Xbox 360) 9.5/10             |
| GamePro                      | (Xbox 360) 4.75/5             |
| GameSpot                     | (Xbox 360) 9.6/10 (ПК) 9.0/10 |
| GameSpy                      | (Xbox 360) 5/5 (ПК) 4.5/5     |
| GamesRadar+                  | (Xbox 360) 10/10              |
| GameTrailers                 | (Xbox 360) 9.1/10 (ПК) 8.8/10 |
| IGN                          | (Xbox 360) 9.4/10 (ПК) 8.7/10 |
| Official Xbox Magazine (США) | (Xbox 360) 10/10              |

Gears of War здобула загальне схвалення критиків, зібравши середню оцінку в 93,97 % на агрегаторі GameRankings і 94 бали зі 100 на Metacritic. Вона стала другою найвище оціненою відеогрою 2006 року на обох агрегаторах. Більшість рецензій добре відгукнулися про візуальне оформлення, презентацію та звук.